# Valentina Velati
Valentina Velati (Lecco, 14 aprile 1992) è una calciatrice italiana, attaccante del Cortefranca.

## Carriera
Velati inizia a giocare all'età di 8 anni con i maschi del F.C. Cernusco Lombardone, all'epoca società di Terza Categoria del Comitato Provinciale di Monza seppur appartenente alla provincia di Lecco, per arrivare alla Fiamma Monza con la quale fa il suo debutto in Serie A.
Durante la sessione estiva di calciomercato 2011 si trasferisce all'Inter Milano, società con la quale rimane legata fino alla sua ultima stagione completa, la 2017-2018, maturando complessivamente tra Serie A e Serie B 128 presenze in campionato siglando 52 reti.
Nell'estate 2018 ritorna al Fiammamonza, ripartendo in Serie C e condividendo la difficile stagione del club monzese che al termine del campionato chiude all'11º posto del girone B non riuscendo a evitare la retrocessione in Eccellenza.
La stagione successiva si accorda con il Sedriano, squadra che partecipa al campionato regionale di Eccellenza, tuttavia a causa delle restrizioni dovute alla pandemia di COVID-19 in Italia il torneo è sospeso definitivamente prima della sua conclusione.
Nell'aprile 2021, prima del termine del campionato, ritorna al calcio giocato accordandosi con il Cortefranca, ripartendo dalla Serie C con la squadra in quel momento al vertice del girone B, festeggiando a fine stagione il mantenimento della distanza con le inseguitrici e il passaggio di categoria.